# 方家屯镇
方家屯镇，是中华人民共和国辽宁省沈阳市康平县下辖的一个乡镇级行政单位。

## 行政区划
方家屯镇下辖以下地区：
李影匠窝堡村、杏树岗子村、十家子村、王家窝堡村、敖罕屯村、东小房身村、东小陵村、前旧门村、后旧门村、镇东街村和镇西街村。